# Sven Rosomkiewicz
Sven Rosomkiewicz (* 1986 in Staßfurt) ist ein deutscher Politiker (CDU) und Abgeordneter im Landtag von Sachsen-Anhalt.

## Leben
Sven Rosomkiewicz wuchs in Borne (bei Staßfurt) auf und erhielt 2002 den Erweiterten Realschulabschluss an der Sekundarschule Wolmirsleben. Er  absolvierte anschließend bis 2005 in Hamburg eine Ausbildung zum Versicherungskaufmann. Daran schloss er dort bis 2007 ein berufsbegleitendes Studium zum Versicherungsfachwirt (IHK) an. In verschiedenen Positionen war er danach bis 2010 in Köln, bis 2012 in Hannover und seitdem in Braunschweig, zuletzt als Personalcontroller, tätig.

## Partei und Politik
Rosomkiewicz ist CDU-Mitglied seit 2003 oder 2004 und in der Jungen Union seit 2008. Seit 2020 amtiert er als Vorsitzender der CDU der Verbandsgemeinde Egelner Mulde. Im Gemeinderat von Borne und im Verbandsgemeinderat Egelener Mulde hat er seit 2014 einen Sitz. In Borne amtiert er seit 2015 ehrenamtlich als Bürgermeister. Zudem gehört er seit 2019 dem Kreistag des Salzlandkreises an. Bei der Landtagswahl in Sachsen-Anhalt 2021 erhielt er ein Direktmandat im Wahlkreis Staßfurt.

## Kontroversen
Im Juli 2023 geriet er in die Kritik, weil er die Grünen in einem Tweet als „linksgrüne Ökofaschisten“ bezeichnet hatte. Kritik kam von Grünen, der SPD sowie aus der CDU, während er Unterstützung von der AfD erhielt.  CDU-Generalsekretär Mario Karschunke äußerte, er habe Kontakt mit Rosomkiewicz aufgenommen und ihn um Rücknahme der Aussage gebeten, da sie sich nicht gehöre. Rosomkiewicz ersetzte daraufhin „Ökofaschisten“ durch „Ökofetischisten“ und bat diejenigen, die sich durch seine Wortwahl verletzt fühlten, um Entschuldigung, hielt aber an seiner grundsätzlichen Kritik an den Grünen fest. Den geäußerten Vorwurf, dass er die Sprache der AfD übernehme, wies er zurück.
Eine Woche später verteidigte er einen LKW-Fahrer, der erst Demonstranten der Letzten Generation vor seinem Fahrzeug wegzuzerren versucht und Schläge angedroht hatte, und als ihm das nicht gelang, einen davon mit seinem Lastkraftwagen anfuhr und etwa einen Meter vor sich herzog. Nicht der LKW-Fahrer gehöre für die Aktion in den „Knast“, sondern die „Klima-Fetischisten“, er sei das Opfer, nicht der Täter. Es gehe um „Opferschutz vor Täterschutz!“ Diesen „Chaoten“ müsse „das Handwerk gelegt werden, aber so richtig und schnell!!!“ Die Kritik von seinem Parteifreund Ruprecht Polenz, dass es eine Straftat sei, einen Menschen mit einem 40-Tonner vor sich herzuschieben, und man „verroht“ sein müsse, wenn man das nicht erkenne, wies er zurück und antwortete: „Keine Rede von der Straftat, den die Klimachaoten begehen!? Wie verbohrt muss man sein, um das zu tun?“